# Mihail Iuriev
Mihail Iuriev (n.1918, Telenești - d.1990, Moscova) a fost un orientalist rus, decan (1957-1961) și prorector (1963-1974) al Universității Lomonosov din Moscova, șef al catedrei de studii chineze a Universității din Moscova.

## Biografie
Mihail Filippovici (Efimovici) Iuriev s-a născut la Telenești în anul 1918. În anul 1936 a fost admis la secția orientală a facultății de istorie a Universității Lomonosov din Moscova. În anii 1939-1940 a participat la războiul Sovieto- finlandez, iar după demobilizare a continuat studiile la Universitate. În anul 1941 a absolvit Universitatea. În anii celui de al doilea război mondial a luptat în cadrul Armatei Sovietice. Membru PCUS. Și-a continuat serviciul militar până în anul 1948.
După a doua demobilizare, din anul 1951 este lector la facultatea de istorie  a Universității din Moscova
- 1956 - lector la Institutul de limbi străine din cadrul facultății de istorie a Universității Lomonosov, transformat ulterior în Institutul Țărilor Asiei și Africii din cadrul Universității din Moscova.
- 1957-1961 - decan al facultății de istorie.
- 1963-1974 - prorector al Universității Lomonosov.
- 1972-1990 - șef al catedrei de istorie a Chinei.
- 1967- colaborator științific al Institutului Orientului Îndepărtat al Academiei de Științe din URSS.

## Activitatea pedagogică și științifică
M.F. Iuriev este inițatorul și organizatorul cercetărilor istoriei și a predării studiilor chineze la Universitatea din  Moscova. Este autorul unor lucrări de referință în domeniul istoriei moderne a Chinei, inclusiv: 
- Biblus Arhivat în 3 decembrie 2020, la Wayback Machine.
- Роль революционной армии на первом этапе китайской революции. Москва, 1952.
- Очерки истории Китая (совместно с Л. В. Симоновской и Г. Б. Эренбургом). Пособие для учителей. Учпедгиз: Москва, 1956.
- Революция 1925—1927 годов в Китае. Москва, 1968.
- История стран Азии и Африки в новейшее время. В 2-х тт. Том 1, 1976. Том 2, 1979.
- Вооружённые силы КПК в освободительной борьбе китайского народа, 20—40-е гг. Наука: Москва, 1983.
- Китай: история в лицах и событиях (совместно с А. С. Титовым и С. Л. Тихвинским). Политиздат: Москва, 1991.
- История стран Азии и Северной Африки после Второй мировой войны (1945—1990). Учебное пособие. Издательство МГУ: Москва, 1994.